# Rekola (przystanek kolejowy)
Rekola (szw. Räckhals) – przystanek kolejowy w Vantaa w regionie Uusimaa, w Finlandii, część kolei aglomeracyjnej. Znajduje się na podmiejskiej linii kolejowej Helsinki – Kerava, około 20 km od dworca centralnego w Helsinkach. Przystanek obsługuje obszary Koivukylä, Rekola i Asola. 
Przystanek został oddany do użytku w 1889 roku, ale pierwotnie znajdował się bardziej na południe. W 1913 roku został wybudowany drewniany budynek dworca. Do swojej obecnej lokalizacji stacji została przeniesiona 1 grudnia 1980 roku, podczas gdy stacja Koivukylä została oddana do użytku.
Na przystanku zatrzymują się pociągi podmiejskie Helsinki-Riihimäki.

## Linie kolejowe
- Helsinki – Kerava